# Georg Jedicke
Bruno Georg Jedicke (* 26. März 1887 in Dresden; † 10. März 1969 in Wiesbaden) war ein deutscher Offizier, zuletzt Generalleutnant der Polizei sowie SS-Führer im Rang eines SS-Gruppenführers im Zweiten Weltkrieg.

## Leben und Wirken
Bruno Georg Jedicke wurde in Dresden als Sohn des angesehenen Dresdener Fabrikbesitzers Friedrich Otto Jedicke (1860–1911) geboren.
Nach dem Schulbesuch trat Jedicke am 1. April 1906 in die Kaiserliche Marine ein. Es folgten die Beförderungen zum Fähnrich zur See am 6. April 1907 sowie am 19. September 1912 zum Oberleutnant zur See. Als solcher versah Jedicke vor Ausbruch des Ersten Weltkriegs Dienst auf dem Kleinen Kreuzer Straßburg. Im weiteren Kriegsverlauf wurde er am 12. Oktober 1916 zum Kapitänleutnant befördert und schied nach Kriegsende mit Wirkung vom 31. Januar 1920 aus dem Militärdienst aus.
Zum 1. Februar 1920 wurde Jedicke in den Reichswasserschutz übernommen, in dem er den Rang eines Polizei-Hauptmanns erhielt. Am 1. Mai 1922 wurde er schließlich zum Vertreter des Leiters des Reichswasserschutzes in Berlin ernannt.
Zum 1. November 1930 trat Jedicke der NSDAP bei (Mitgliedsnummer 346.948). Nach der Auflösung des Reichswasserschutzes wurde Jedicke mit Wirkung vom 1. April 1931 in die preußische Polizei übernommen, in der er zunächst den Posten eines stellvertretenden Kommandeurs der Schutzpolizei in Potsdam bekleidete. Am 20. April 1934 folgte die Ernennung zum Polizei-Oberstleutnant und Kommandeur der Schutzpolizei in Stettin, von wo er zum 1. Oktober 1935 als Oberst der Schutzpolizei und Kommandeur der Schutzpolizei nach Frankfurt am Main wechselte. Anschließend wechselte er in die Ordnungspolizei. Philipp W. Blood bezeichnet ihn als den siebthöchsten Mann in der Hierarchie dieser Organisation. Am 1. Oktober 1936 wurde er Inspekteur der Ordnungspolizei der Rheinprovinz und des Saarlandes (Wehrkreis XII) mit Dienstsitz in Koblenz. Als Polizeibeamter bekleidete Jedecke im Zusammenhang mit der fortschreitenden Verschmelzung beider Organisationen unter der Ägide Heinrich Himmlers spätestens seit 1939 einen Rang in der SS (SS-Nummer 323.869). Vom 10. Januar 1936 bis 1945 war Jedicke ehrenamtliches Mitglied des Volksgerichtshofes.
Zu Beginn des Zweiten Weltkriegs wurde Jedicke mit Wirkung vom 1. September 1939 als Generalmajor der Polizei zum Befehlshaber der Ordnungspolizei in Wiesbaden ernannt, ein Amt, das er bis zum 15. Mai 1941 behielt. Vom 15. Mai bis zum 15. Juli 1941 bekleidete er dann den Posten des Befehlshabers der Ordnungspolizei Ostpreußen in Königsberg.
Kurz nach dem deutschen Angriff auf die Sowjetunion im Sommer 1941 wurde Jedicke zum Befehlshaber der Ordnungspolizei (BdO) Ostland mit Sitz in Riga (auch Befehlshaber der Ordnungspolizei Ostland) ernannt, was er offiziell vom 22. Juni 1941 bis März 1944 war. In einer Vernehmung im Jahr 1946 gab er allerdings an, erst im Oktober 1941 von Königsberg nach Riga gekommen zu sein und bereits im Dezember 1943 von Himmler zwangsweise verabschiedet worden zu sein. Während seiner Tätigkeit als Befehlshaber der Ordnungspolizei in Riga wurde Jedicke im Januar 1942 zum Generalleutnant der Schutzpolizei befördert. In der SS erhielt er zu diesem Zeitpunkt im Rahmen der Dienstgradangleichung den Rang eines SS-Gruppenführers. 
Am 12. Januar 1942 ersucht Jedicke die „Polizeiführer im Ostland“ „die im Lande herumirrenden Zigeuner“ als angebliche „Krankheitsüberträger“ „in der Behandlung den Juden gleichzustellen“.
Zum Ende des Zweiten Weltkriegs geriet Jedicke in US-amerikanische Kriegsgefangenschaft, in der er bis zum 4. Oktober 1946 verblieb. Nach seiner Freilassung ließ er sich in Wiesbaden nieder, wo er bereits zuvor in der Idsteinerstr. 10 gewohnt hatte.
1948 erschien in der Zeitung „Neues Deutschland“ eine Karikatur von Alfred Beier-Red (1902–2001) mit dem Text: „SS-Gruppenführer Jedicke / Bei diesem bekömmlichen Klima halte ich durch bis zum nächsten Krieg.“ Adressiert wird damit die unzureichende Verfolgung der für Verbrechen verantwortlichen SS-Mitglieder in der Nachkriegszeit.

## Beförderungen
- 20. April 1939: Charakter als Generalmajor der Ordnungspolizei und SS-Oberführer
- 20. April 1940: Generalmajor der Ordnungspolizei und SS-Brigadeführer
- 9. Dezember 1941: Generalleutnant der Polizei und SS-Gruppenführer